# Liste der Bischöfe von Die
Die folgenden Personen waren Bischöfe von Die (Frankreich):
- Nicaise 325
- Audentius ca. 439
- Heiliger Pétrone
- Heiliger Marcel 463
- Saeculatlus 517, 518
- Lucretius 541–573
- Paul 585
- Maxime 614
- Desideratus 788
- Remigius 859
- Aurelius 875
- Hemico 879
- Achideus 957
- Vulfade 974
- Conon 1037
- Peter I. 1055
- Lancelin 1073
- Hugo de Romans 1082
- Ponce 1084–1086
- Heiliger Ismidon de Sassenage 109?–1115 (Haus Sassenage)
- Peter II. 1116–1119
- Stephan 1121–1127
- Bienheureux Ulric 1130
- Hugo, † 1159
- Peter III. 1163–1173
- Bienheureux Bernard 1176
- Humbert I. 1199–1212
- Heiliger Stephan von Châtillon, † 1213
- Bienheureux Didier de Lans 1213–1222
- Bertrand D’Étoile 1223–1235
- Humbert II. 1235–1245
- Amedée de Genève 1245–1276
- Von 1275 bis 1687 war das Bistum Die mit dem Bistum Valence vereint.
- Armand de Montmorin Saint-Hérem 1687–1694 (danach Erzbischof von Vienne)
- Séraphin de Pajot de Plouy 1694–1701
- Gabriel de Cosnac 1701–1734
- Daniel-Joseph de Cosnac 1734–1741
- Gaspard-Alexis Plan des Augiers 1741–1794